# Miramont-de-Comminges
Miramont-de-Comminges è un comune francese di 833 abitanti situato nel dipartimento dell'Alta Garonna nella regione dell'Occitania.

## Società

### Evoluzione demografica
Abitanti censiti